# 1984年サラエボオリンピックのフィンランド選手団
1984年サラエボオリンピックのフィンランド選手団（1984ねんサラエボオリンピックのフィンランドせんしゅだん）は、1984年2月8日から2月19日までユーゴスラビア（現・ボスニア・ヘルツェゴビナ）のサラエボで開催された1984年サラエボオリンピックのフィンランド選手団、およびその競技結果。

## 概要
今大会では金メダル4個、銀メダル3個、銅メダル6個の計13個のメダルを獲得した。
クロスカントリースキーではマルヤ＝リーサ・ハマライネンが、女子5km、女子10km、女子20kmを制し、3冠を達成した。

## メダル
| メダル | 選手名                                                                                          | 競技                   | 種目             |
| ------ | ----------------------------------------------------------------------------------------------- | ---------------------- | ---------------- |
| 金     | マルヤ＝リーサ・ハマライネン                                                                    | クロスカントリースキー | 女子5km          |
| 金     | マルヤ＝リーサ・ハマライネン                                                                    | クロスカントリースキー | 女子10km         |
| 金     | マルヤ＝リーサ・ハマライネン                                                                    | クロスカントリースキー | 女子20km         |
| 金     | マッチ・ニッカネン                                                                              | スキージャンプ         | 男子90m級        |
| 銀     | アキ・カルボネン                                                                                | クロスカントリースキー | 男子15km         |
| 銀     | ユーコ・カルヤライネン                                                                          | ノルディック複合       | 男子個人         |
| 銀     | マッチ・ニッカネン                                                                              | スキージャンプ         | 男子70m級        |
| 銅     | ハッリ・キルヴェスニエミ                                                                        | クロスカントリースキー | 男子15km         |
| 銅     | アキ・カルボネン                                                                                | クロスカントリースキー | 男子50km         |
| 銅     | カリ・リスタネン ユハ・ミエト ハッリ・キルヴェスニエミ アキ・カルボネン                         | クロスカントリースキー | 男子4×10kmリレー |
| 銅     | ピルッコ・マーッタ エイヤ・フーティアイネン マルヨ・マティカイネン マルヤ＝リーサ・ハマライネン | クロスカントリースキー | 女子4×5kmリレー  |
| 銅     | ユッカ・ユリプリ                                                                                | ノルディック複合       | 男子個人         |
| 銅     | ヤリ・プイッコネン                                                                              | スキージャンプ         | 男子70m級        |